# Ehrbare Ganoven (1986)
Ehrbare Ganoven (Originaltitel: Conseil de famille) ist eine französische Kriminalkomödie von Costa-Gavras aus dem Jahr 1986 mit Johnny Hallyday und Fanny Ardant. Als literarische Vorlage diente der gleichnamige Roman von Francis Ryck.

## Handlung
Nach fünf Jahren im Gefängnis kehrt Familienvater Louis zu seiner Frau und seinen zwei Kindern zurück. Sein elfjähriger Sohn François und dessen kleine Schwester Martine erfahren erst jetzt, dass er ein Krimineller ist, hatte ihnen doch ihre Mutter Marie-Anne glauben gemacht, ihr Vater läge aufgrund einer Krankheit im Krankenhaus und der Arzt hätte Besuche untersagt. Mit seiner Familie und seinem Freund und Komplizen Faucon feiert Louis seine Rückkehr. Doch anstatt endlich ein rechtschaffener Bürger zu werden, plant er mit Faucon schon kurz darauf seinen nächsten Coup. Auf Marie-Annes Wunsch hin machen sie gemeinsam Urlaub in der Bretagne, wo Louis und Faucon ihren Plan weiter austüfteln. François versucht derweil, sich einer Motorradgang anzuschließen, der er erzählt, sein Vater sitze wegen Körperverletzung im Gefängnis. Als er ein Motorrad stiehlt, erhält er von seinem Vater Stubenarrest. Louis ist zwar selbst ein Dieb, doch seinem Sohn verbietet er das Stehlen. Die kleine Martine bringt ihrem Bruder abends etwas zu essen und teilt ihm mit, dass ihr Vater in drei Tagen den geplanten Coup in die Tat umsetzen wolle. Vor ihren Eltern, Faucon und François muss Martine daraufhin feierlich schwören, die Familiengeheimnisse zu wahren.
Wieder zu Hause, will auch François am geplanten Einbruch teilnehmen. Louis und Faucon sind zunächst dagegen, könnte François doch von der Polizei geschnappt werden und sie verraten. Trotz ihrer Bedenken steigen sie mit François am nächsten Abend in eine Villa ein, wo sich Louis daran macht, einen Safe zu knacken, und nach getaner Arbeit ein wertvolles Collier erbeutet. Daraufhin statten sie Marie-Annes vermögender Verwandtschaft einen Besuch ab in der Absicht, Marie-Annes wohlhabenden Bruder als stillen Teilhaber zu gewinnen, um das Geld aus der Beute zu waschen. Kurze Zeit später reisen sie jedoch wieder ab – Marie-Annes Vater ist senil und will sie nicht sehen und ihr versnobter Bruder gibt sich herablassend und ablehnend. Louis’ nächste Einbrüche gehen schief. Zusammen mit Faucon und François kann er jedoch stets den bisweilen schießwütigen Hausherren entkommen. Mit der Zeit sind sie jedoch ein eingespieltes Team. François erweist sich dabei als talentiert und erfinderisch, was seinen Vater überaus stolz macht. Das Familienvermögen wächst in den darauffolgenden Jahren derart an, dass sie sich sogar ein Landhaus an der Côte d’Azur leisten können.
François’ Ruf als technisch versierter Meisterdieb dringt schließlich bis nach New York, wo ihn die Mafia unter ihre Fittiche nehmen will. Während Louis und Faucon zwecks Schulung nach New York reisen, lernt François in einer Tischlerei eine junge Frau namens Sophie kennen und verliebt sich in sie. Als sein Vater und Faucon zurückkehren, eröffnet ihnen François, dass er nicht länger ein Krimineller sein will. Er möchte heiraten und ein einfaches, bürgerliches Leben führen. Louis sperrt ihn daraufhin in seinem Zimmer ein. Weil er es nach drei Tagen nicht länger aushält, Sophie nicht sehen zu können, erklärt sich François gegenüber Faucon bereit, nach New York zu reisen und für die Mafia zu arbeiten. Als Faucon Louis darüber Bescheid gibt, ruft François die Polizei, die nur kurze Zeit später Louis und Faucon festnimmt.

## Hintergrund
Regisseur Costa-Gavras, der vor allem für politisch engagierte Filme wie Z (1969) bekannt ist, versuchte sich mit Ehrbare Ganoven erstmals an einer Filmkomödie. Erzählt wird diese aus dem Off in der Ich-Perspektive von François. Die Kostüme entwarf Corinne Jorry.
Der Film wurde am 19. März 1986 in Frankreich uraufgeführt. In Deutschland wurde Ehrbare Ganoven erstmals am 11. Februar 1991 im Fernsehen gezeigt und im Mai 2009 auf DVD veröffentlicht.

## Kritiken
Das Lexikon des internationalen Films bezeichnete Ehrbare Ganoven als „[l]eichthändig inszenierte Gaunerkomödie mit vielen parodistischen Details, deren ironische und satirische Ansätze immer wieder durch Anflüge von Ernsthaftigkeit gebrochen werden“. Cinema zufolge habe „Polit-Experte Costa-Gavras“ mit dem Film bewiesen, „dass er sich auch auf leichte Stoffe versteht“. Zusammengefasst sprach die Filmzeitschrift von einer „Gauner-Fabel mit Augenzwinkern“.
Vincent Canby von der New York Times meinte, dass der Film besser als Costa-Gavras’ Die Liebe einer Frau und damit „kein absolutes Desaster“ sei, aber auch nicht mehr als „trostlose Langeweile“ zu bieten habe. Die Darsteller hätten nichts aus ihren Rollen gemacht, auch wenn es Fanny Ardant und Guy Marchand zumindest versucht hätten. Sie seien schlicht verloren gegangen in einer Art Film, für die Costa-Gavras „kein Talent“ besitze.

## Auszeichnungen
Bei der César-Verleihung 1987 war Rémi Martin in der Kategorie Bester Nachwuchsdarsteller für den César nominiert, den letztlich Isaac De Bankolé für Black Mic-Mac gewann.

## Deutsche Fassung
Eine deutsche Synchronfassung entstand 1990 bei der Interopa Film in Berlin.
| Rolle             | Darsteller      | Synchronsprecher   |
| ----------------- | --------------- | ------------------ |
| Vater Louis       | Johnny Hallyday | Manfred Lehmann    |
| Mutter Marie-Anne | Fanny Ardant    | Viktoria Brams     |
| Maximilien Faucon | Guy Marchand    | Eberhard Prüter    |
| François als Kind | Laurent Romor   | Marcel Collé       |
| François          | Rémi Martin     | Patrick Winczewski |
| Martine als Kind  | Juliette Rennes | Julia Lattemann    |
| Martine           | Caroline Pochon | Marie Bierstedt    |